# Lippekogel
Lippekogel är en bergstopp i Österrike.   Den ligger i distriktet Sankt Veit an der Glan och förbundslandet Kärnten, i den sydöstra delen av landet, 220 km sydväst om huvudstaden Wien. Toppen på Lippekogel är 1 079 meter över havet, eller 552 meter över den omgivande terrängen. Bredden vid basen är 12,0 km.
Terrängen runt Lippekogel är huvudsakligen kuperad. Runt Lippekogel är det ganska glesbefolkat, med 47 invånare per kvadratkilometer.. Närmaste större samhälle är Klagenfurt, 19,2 km sydväst om Lippekogel. 
I omgivningarna runt Lippekogel växer i huvudsak blandskog.